# Noordbrug
De Noordbrug is een brug in centrum van de stad Kortrijk. De brug, die vernoemd werd naar de nabijgelegen Noordstraat, overspant de rivier de Leie en verbindt de Beheerstraat met de Noordstraat.
De brug vervangt de Gerechtshofbrug. Op de plaats van deze brug hebben in verleden reeds diverse andere bruggen gestaan, waaronder een brug waarop de tramlijn KM reed. De Gerechtshofbrug werd in 2009 afgebroken om binnen het kader van de verbreding en rechttrekking van de Leie, de zogenaamde Leiewerken, plaats te maken voor de nieuwe Noordbrug.
De brug is een tuibrug naar een ontwerp van het ingenieursbureau Bureau d'études Greisch. Centraal op de brug staat een grote pyloon waaraan tuien zijn bevestigd; de brug is daaraan opgehangen.

## Galerij

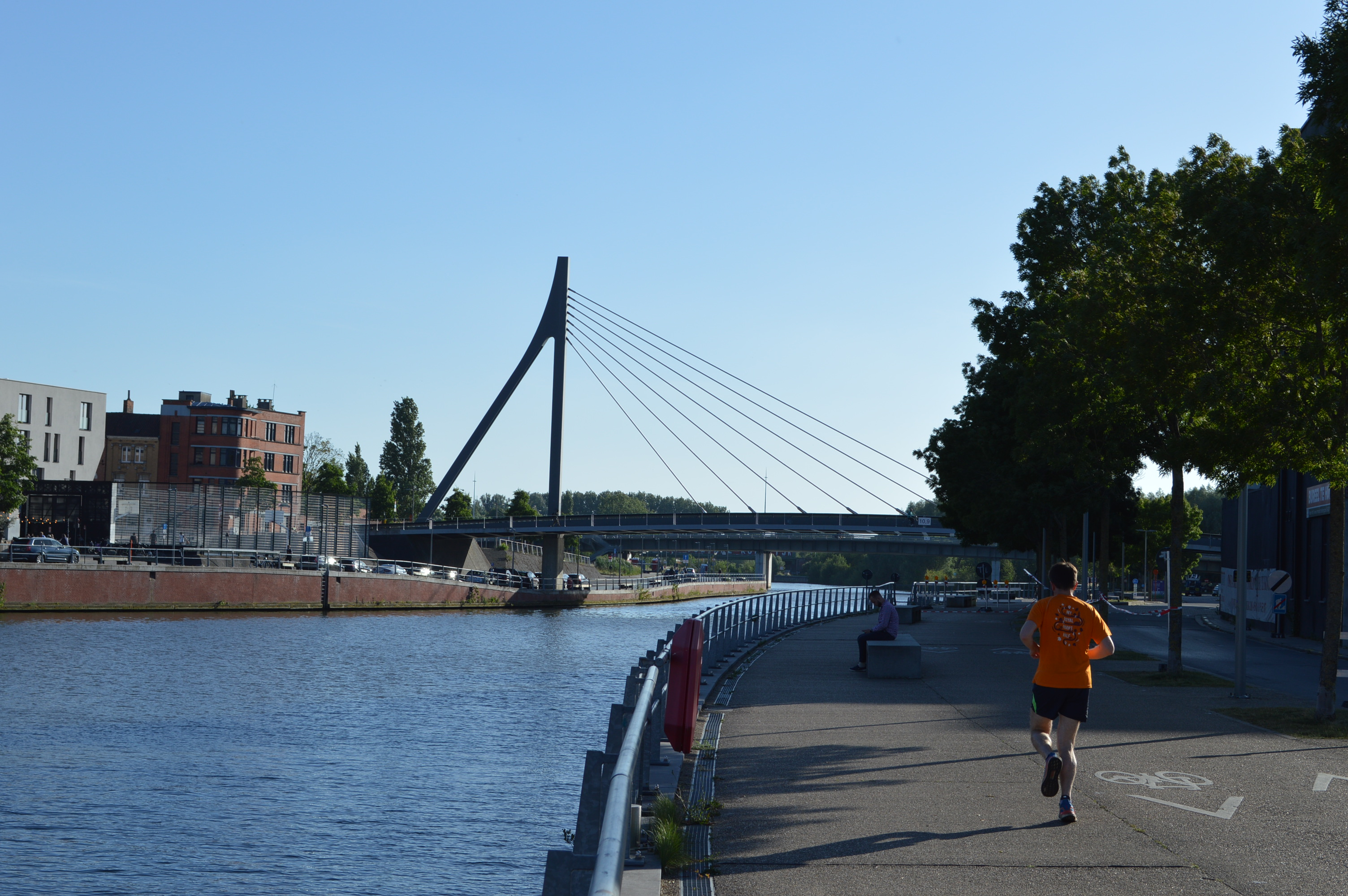
Noordbrug gezien vanuit de Fabriekskaai
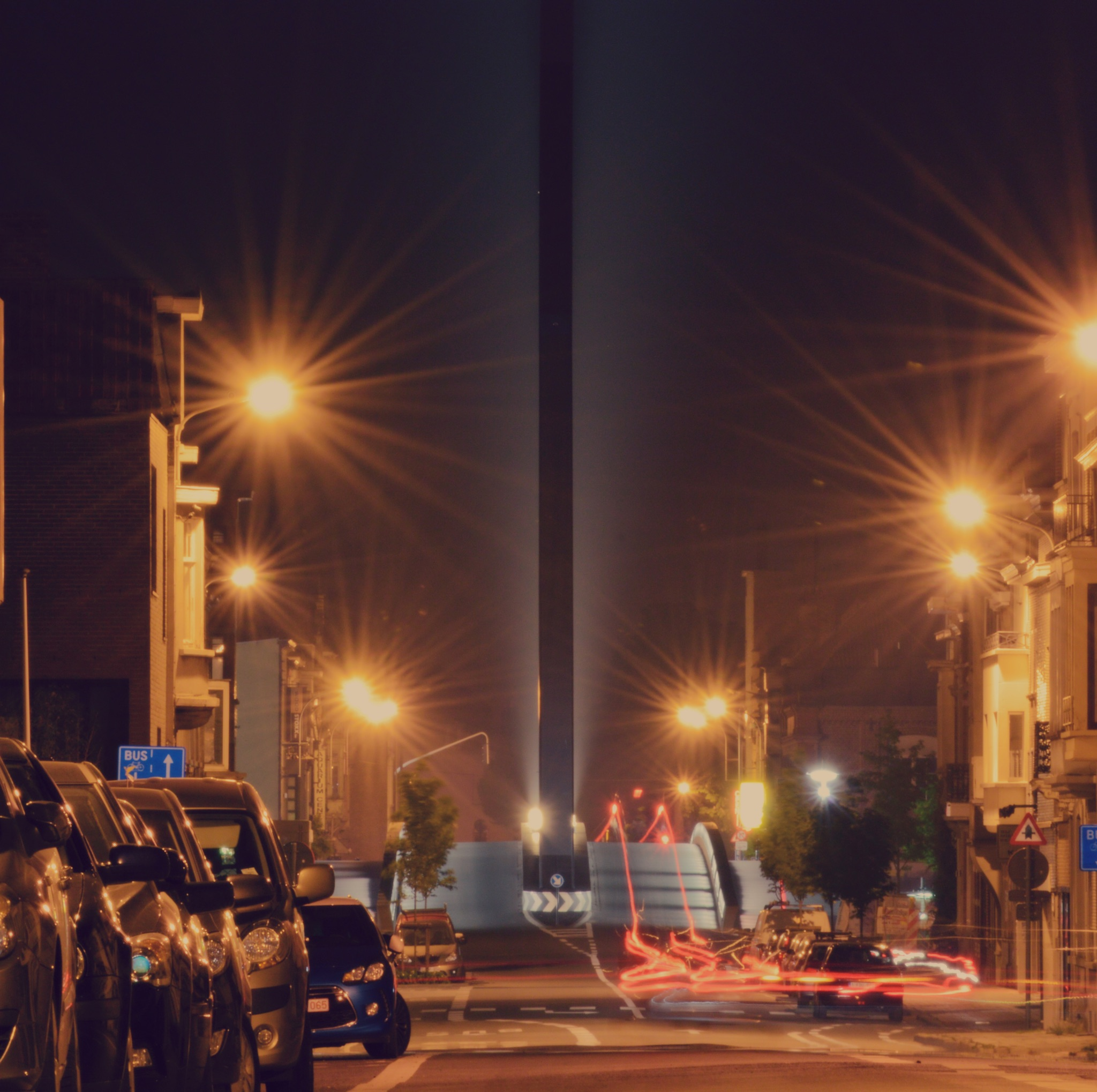
Noordbrug gezien vanuit de Beheerstraat
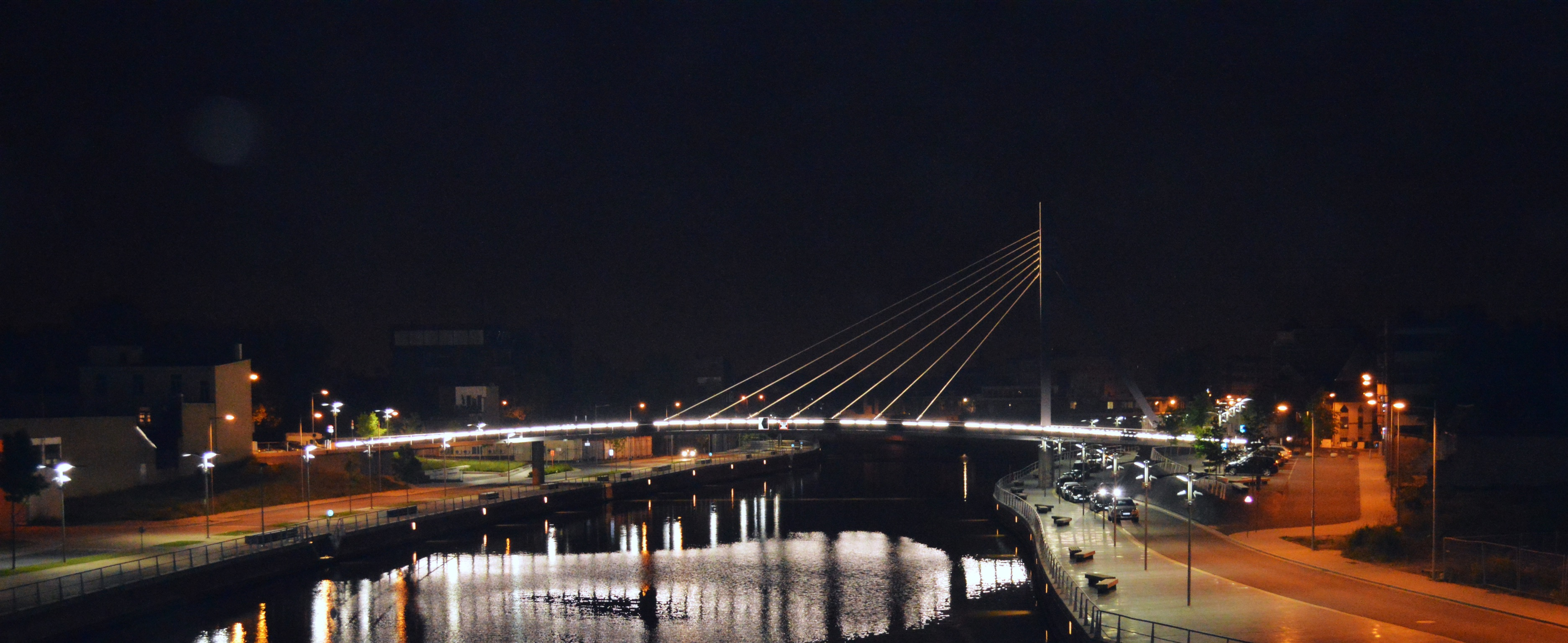
Noordbrug 's nachts

Broelbrug · Budabrug · Brug over Sluis 11 · Collegebrug · Dambrug · De Drie Duikers · Gentbrug · Gerechtshofbrug · Groeningebrug · Kalkovenbrug · Kasteelbrug · Leiebrug · Luipaardbrug · Noordbrug · Overzetwegbrug · Reepbrug · Ronde van Vlaanderenbrug · Spoorwegbrug Kanaal · Viaduct R8 (Harelbeke) · Viaduct R8 (Marke) · Viaduct R8 (Stasegem)